# Lobogonia fasciaria
Lobogonia fasciaria là một loài bướm đêm trong họ Geometridae.